# Börje Såndberg
Karl Hugo Börje Såndberg, född 28 december 1908 i Växjö, död 11 december 1993 i Stockholm, var en svensk målare, tapisserikonstnär och skådespelare.

## Biografi
Börje Såndberg var son till förste stationsskrivaren Hugo Elfve Såndberg och Johanna Matilda Öster. Efter studentexamen 1929 reste han till Paris där han var bosatt under längre perioder. Han studerade konst vid Maison Watteau 1931 och för Othon Friesz och Marcel Gromaire 1937–1938. Han debuterade med en separatutställning i Växjö 1941 som följdes av en separatutställning på De ungas salong i Stockholm 1943. Sitt stora genombrott kom efter en utställning på Gummesons konsthall 1947 som följdes av en separatutställning på Galerie Barbizon i Paris 1957. Han medverkade i Göteborgs konstförenings utställning Ung svensk konst på Göteborgs konsthall 1944, i Riksförbundet för bildande konsts vandringsutställningar Yngre svensk konst och Svensk nutida konst, i en utställning på Musée d'Art moderne i Paris och utställningar av svensk Pariskonst på Cercle Suédois i Paris. Han återupptog sina konststudier 1952 för Fernand Léger som lärare och  företog därefter ett flertal studieresor till bland annat Algeriet och Spanien.
Till en början bestod hans konst av stilleben, porträtt och landskapsskildringar men under 1950-talet utvecklade han ett måleri där han prismatiskt sönderdelar motivet. Han började under 1950-talet arbeta med tapisserikonst som kom att bli hans kännemärke, med verk som Skogsbrand 1955 och Måsdansen 1955–1956. Han inledde ett fruktsamt samarbete med Pinton Frères vid Aubussonväverierna i Frankrike. Efter 1955 arbetade han huvudsakligen med kartonger för tapisseri frånsett en och annan större figurkomposition i olja. Såndberg är representerad vid Nationalmuseum.

## Teater

### Roller
| År   | Roll      | Produktion               | Regi         | Teater                   |
| ---- | --------- | ------------------------ | ------------ | ------------------------ |
| 1947 | Lagmannen | Advent August Strindberg | Ragnar Falck | Stockholms studentteater |